# 尼子豊久
尼子 豊久（あまご とよひさ）は、戦国時代の武将。尼子氏の家臣。

## 略歴
尼子国久の次男として誕生。
大永4年（1524年）、安芸国の毛利氏で新しく当主となった毛利元就に対して、弟の相合元綱が反旗を翻した際に、元綱は豊久を婿養子に迎えることを条件に尼子氏の支援を受けようとしたが、元綱が討たれたために実現しなかったとされる。
天文15年（1546年）6月、伯耆国の国人・南条宗勝は因幡山名氏の重臣である武田国信の支援を受けて挙兵し、尼子方の河口城を落城させた。これに対し尼子詮久（尼子晴久）は、新宮党の尼子国久と豊久に兵6千を与え伯耆に派遣、国久らは橋津川西岸に陣を布き、南条・武田軍と対決することとなる（橋津川の戦い）。豊久は手勢700余騎で敵陣に切り込んでいたが、武田方の矢に胸板を貫かれ落馬し武田の郎党の中原木工允によって討ち取られた。
国久は豊久の戦死を知ると激昂し逆襲に転じ、ついに武田常信は討死、宗勝も敗走した。